# Jacob Sales Reig
Jacob Sales Reig (València, 1849 - Madrid, 1905) fou un polític i dramaturg valencià, fill de Jaime Sales Gomis.

## Biografia
Estudià a l'acadèmia militar de Guadalajara i es graduà com a alferes d'enginyers, però una malaltia li impedí continuar. Aleshores es graduà en dret a la Universitat de València i a la Universitat Central de Madrid.
Milità en el Partit Constitucional durant el Sexenni Democràtic i col·laborà a diferents diaris, com El Eco de Valencia i El Gobierno (Madrid) i El Húsar, des dels quals defensà el retorna de la monarquia d'Alfons XIII. Després de la Restauració borbònica es posà de part de Práxedes Mateo Sagasta i es presenta a les eleccions de 1876 pel districte de Nules, però no fou escollit. El 1880 va treure el diari anticonservador El Húsar i el 1881 fou nomenat director del Diario de Valencia. A les eleccions generals espanyoles de 1881 fou elegit diputat pel districte de Torrent pel Partit Liberal. Es posà al costat de Cristino Martos Balbi i aquest el nomenà governador civil d'Oviedo i Huelva. A la mort de Martos es va fer amic de Francisco Romero Robledo i novament fou elegit diputat per Torrent a les eleccions generals espanyoles de 1903.
També fou un home de lletres. Fou vicepresident de la secció de ciències socials de l'Ateneu Mercantil de València i de la secció de literatura de Lo Rat Penat. Va escriure diversos articles en castellà i peces de teatre de costums tant en castellà com en català, algunes d'elles amb Joaquim Balader i que foren publicades a El Cuento del Dumenge.

## Obres

### Articles
- Bocetos al pastel
- Artículos humorísticos
- Sagasta en Valencia

### Teatre
- Dos para dos
- El que la sigue ...
- Entre marido y mujer'
- Un joven aprovechado (en col·laboració amb Joaquim Balader i Sanchis)
- Un granerer de Torrent
- La gallina del veïnat
- Els bessons de Sedaví (en col·laboració amb Balader),
- Pepa la bonica